# Cuzmenii Vechi, Fălești
Cuzmenii Vechi este un sat situat în vestul Republicii Moldova, în Raionul Fălești. Aparține administrativ de comuna Pruteni. La recensământul din 2004 avea o populație de 221 locuitori.